# Diplotemnus rothi
Diplotemnus rothi är en spindeldjursart som beskrevs av William B. Muchmore 1975. Diplotemnus rothi ingår i släktet Diplotemnus och familjen Atemnidae. Inga underarter finns listade i Catalogue of Life.